# Saint-Vincent-et-les-Grenadines aux Jeux olympiques d'été de 2016
Saint-Vincent-et-les-Grenadines participe aux Jeux olympiques d'été de 2016 à Rio de Janeiro au Brésil du 5 août au 21 août. Il s'agit de sa 8e participation à des Jeux d'été.
Kineke Alexander est la seule sportive à revenir aux jeux après ceux de 2012 où elle n'avait pu finir sa série. Tout comme en 2008 et 2012, elle est porte-drapeau à la cérémonie d'ouverture.

## Athlétisme
| Athlète                  | Épreuve    | Séries   | Séries | Demi-finales | Demi-finales | Finale   | Finale |
| Athlète                  | Épreuve    | Résultat | Rang   | Résultat     | Rang         | Résultat | Rang   |
| ------------------------ | ---------- | -------- | ------ | ------------ | ------------ | -------- | ------ |
| Brandon Valentine-Parris | 400 mètres | 47 s 62  | 6e     | -            | -            | -        | -      |

| Athlète          | Épreuve    | Séries   | Séries | Demi-finales | Demi-finales | Finale   | Finale |
| Athlète          | Épreuve    | Résultat | Rang   | Résultat     | Rang         | Résultat | Rang   |
| ---------------- | ---------- | -------- | ------ | ------------ | ------------ | -------- | ------ |
| Kineke Alexander | 400 mètres | 52 s 45  | 7e     | -            | -            | -        | -      |

## Natation
| Athlète           | Compétition     | Séries  | Séries | Demi-finales | Demi-finales | Finale | Finale |
| Athlète           | Compétition     | Temps   | Rang   | Temps        | Rang         | Temps  | Rang   |
| ----------------- | --------------- | ------- | ------ | ------------ | ------------ | ------ | ------ |
| Nikolas Sylvester | 50 m nage libre | 25 s 64 | 61e    | -            | -            | -      | -      |

| Athlète      | Compétition  | Séries        | Séries | Demi-finales | Demi-finales | Finale | Finale |
| Athlète      | Compétition  | Temps         | Rang   | Temps        | Rang         | Temps  | Rang   |
| ------------ | ------------ | ------------- | ------ | ------------ | ------------ | ------ | ------ |
| Izzy Joachim | 100 m brasse | 1 min 17 s 37 | 39e    | -            | -            | -      | -      |